# 이다 지크만
이다 지크만(독일어: Ida Siekmann, 1902년 8월 23일 ~ 1961년 8월 22일)은 베를린 장벽 건설이 시작된 지 9일 만에 베를린 장벽에서 사망한 최초의 사람이 된 독일 간호사였다.

## 생애
이다 지크만은 1902년 8월 23일 독일 제국 서프로이센 마리엔베르더 근교 고르켄(현재의 폴란드 포모제주 크비진군 구르키) 근처의 고르켄에서 태어났다. 베를린으로 이주하여 간호사로 일했고 1961년 8월에는 이미 과부가 되었지만 언제 과부가 되었는지는 알려지지 않았다. 지크만은 미테 지역의 베르나우어 스트라세 48번지에서 살았으며 여동생 마사 L.가 있었다.
제2차 세계 대전 후 베를린은 4개의 연합국 부문으로 나뉘었고, 베르나우어 스트라세 거리와 보도가 서베를린의 프랑스 구역에 놓여 있었지만, 남쪽 건물들의 정면은 동베를린의 소련 구역에 놓여 있었다. 지크만은 집을 나서기만 해도 정기적으로 프랑스와 소련 구역의 경계를 넘나들었다. 지크만의 여동생인 로르팅슈트라세는 서베를린의 프랑스 구역에 있었다.

## 사망
1961년 8월 13일 동독은 베를린 장벽의 건설을 시작했고, 동독과 서베를린의 국경이 폐쇄된 직후 50개의 베르나우어 스트라세 주소지의 수많은 가족과 개인들이 서독으로 달아났다. 1961년 8월 18일 동독의 지도자 발터 울브리히트는 국경 부대에게 도로 남쪽에 있는 건물들의 1층에 있는 출입구와 창문을 벽돌로 쌓으라고 명령했다.  노동자 계급과 폴란드 인민해방군 전투단의 구성원들은 집에 들어가려는 모든 사람들을 통제했고, 심지어 복도에서도 주민들은 엄격한 통제를 받았다. 이러한 장벽의 많은 주민들은 여전히 서베를린 소방서에 의해 열린 뛰어내린 시트에 의해 종종 구조되었기 때문이다.
베르나우어 스트라세는 1955년 11월, 베르나우어 스트라세 48을 포함하여, (이 페이지의 위키미디어 커먼즈 버전에) 이다 지크만의 현관문과 그녀가 뛰어내린 4층 창문을 보여주는 주석을 달았다. 8월 21일, 베르나우어 스트라세 48의 출입문과 창문은 동독 당국에 의해 봉쇄되었다. 다음날 아침, 59번째 생일 전날, 지크만은 4층(북미 기준, 독일 기준으로는 3층에 해당됨) 아파트 창문으로 뛰어내리기 전에 서베를린에 있는 거리에 이불과 소지품을 던졌다. 지크만은 소방관들이 점프 시트를 제대로 열기 전에 뛰어내렸고, 그녀가 인도에 넘어지면서 심하게 다쳤다. 지크만은 넘어진 직후 라자루스 병원으로 가는 도중 사망했고, 따라서 베를린 장벽에서 처음으로 알려진 사상자가 되었다.

## 매장
지크만은 8월 29일 세스트라세 공동묘지에 안장되었고, 9월에는 베르나우어 스트라세 48에 추모비가 세워졌다. 추모비에는 로버트 F. 케네디와 마카리오스 대주교를 포함한 외국 정치인들이 베를린 장벽의 희생자들을 기리기 위해 자주 방문했다.
베르나우어 스트라세의 남쪽에 있는 집들은 1963년에 허물어지고 콘크리트 벽으로 대체되었다.

## 같이 보기
- 1961년 베를린 위기

### 참고 문헌
- Hans-Hermann Hertle, Maria Nooke, The deaths at the Berlin Wall 1961–1989: a biographical handbook (ed. the Centre for Contemporary History Potsdam and the Berlin Wall Foundation). Links, Berlin 2009, ISBN 978-3-86153-517-1, pp. 36–38